# Dimère de méthylthiofer tricarbonyle
Le dimère de méthylthiofer tricarbonyle est un composé organofer de formule chimique [(µ-CH3S)Fe(CO)3]2. Il s'agit d'un solide rouge volatil cristallisé dont on connaît deux conformères stables à l'air libre en fonction de la position respective des groupes méthyle : l'isomère A pour la conformation anti et l'isomère B pour la conformation syn. Il a été synthétisé pour la première fois en 1940, la découverte des isomères datant de 1962. On le produit en traitant du dodécacarbonyle de trifer Fe3(CO)12 avec du diméthyldisulfure (CH3)2S2 :
2 Fe3(CO)12 + 3 (CH3)2S2 ⟶ 3 [CH3SFe(CO)3]2 + 6 CO.
Le dimère de méthylthiofer tricarbonyle peut être purifié par recristallisation ou par sublimation. Les isomères peuvent être séparés par chromatographie sur colonne. La molécule est formée d'un motif « en papillon » constitué de deux atomes de fer chacun en coordination pyramidale carrée déformée ; leur géométrie devient octaédrique si l'on inclut la liaison Fe−Fe. Chaque atome de fer est lié à trois carbonyles et à deux ligands méthylthiolate CH3S< pontants. La longueur de la liaison Fe−Fe vaut 253,7 pm tandis que les liaisons Fe−S ont une longueur moyenne de 225,9 pm. L'angle Fe−S−Fe vaut seulement 68,33°. Trois isomères sont possible mais seuls les isomères diéquatorial et axial-équatorial sont observés ; l'isomère diaxial est thermodynamiquement défavorisé par encombrement stérique,.
Le disulfuro-bis(fer tricarbonyle) S2[Fe(CO)3)]2, qui lui est apparenté, a une symétrie idéalisée C2v.